# La Crosse (Indiana)
La Crosse es un pueblo ubicado en el condado de LaPorte en el estado estadounidense de Indiana. En el Censo de 2010 tenía una población de 551 habitantes y una densidad poblacional de 400,64 personas por km².

## Geografía
La Crosse se encuentra ubicado en las coordenadas 41°19′4″N 86°53′23″O / 41.31778, -86.88972. Según la Oficina del Censo de los Estados Unidos, La Crosse tiene una superficie total de 1.38 km², de la cual 1.38 km² corresponden a tierra firme y (0%) 0 km² es agua.

## Demografía
Según el censo de 2010, había 551 personas residiendo en La Crosse. La densidad de población era de 400,64 hab./km². De los 551 habitantes, La Crosse estaba compuesto por el 99.46% blancos, el 0.18% eran afroamericanos, el 0% eran amerindios, el 0% eran asiáticos, el 0% eran isleños del Pacífico, el 0% eran de otras razas y el 0.36% pertenecían a dos o más razas. Del total de la población el 1.81% eran hispanos o latinos de cualquier raza.